# Jakob Graf (Schauspieler)

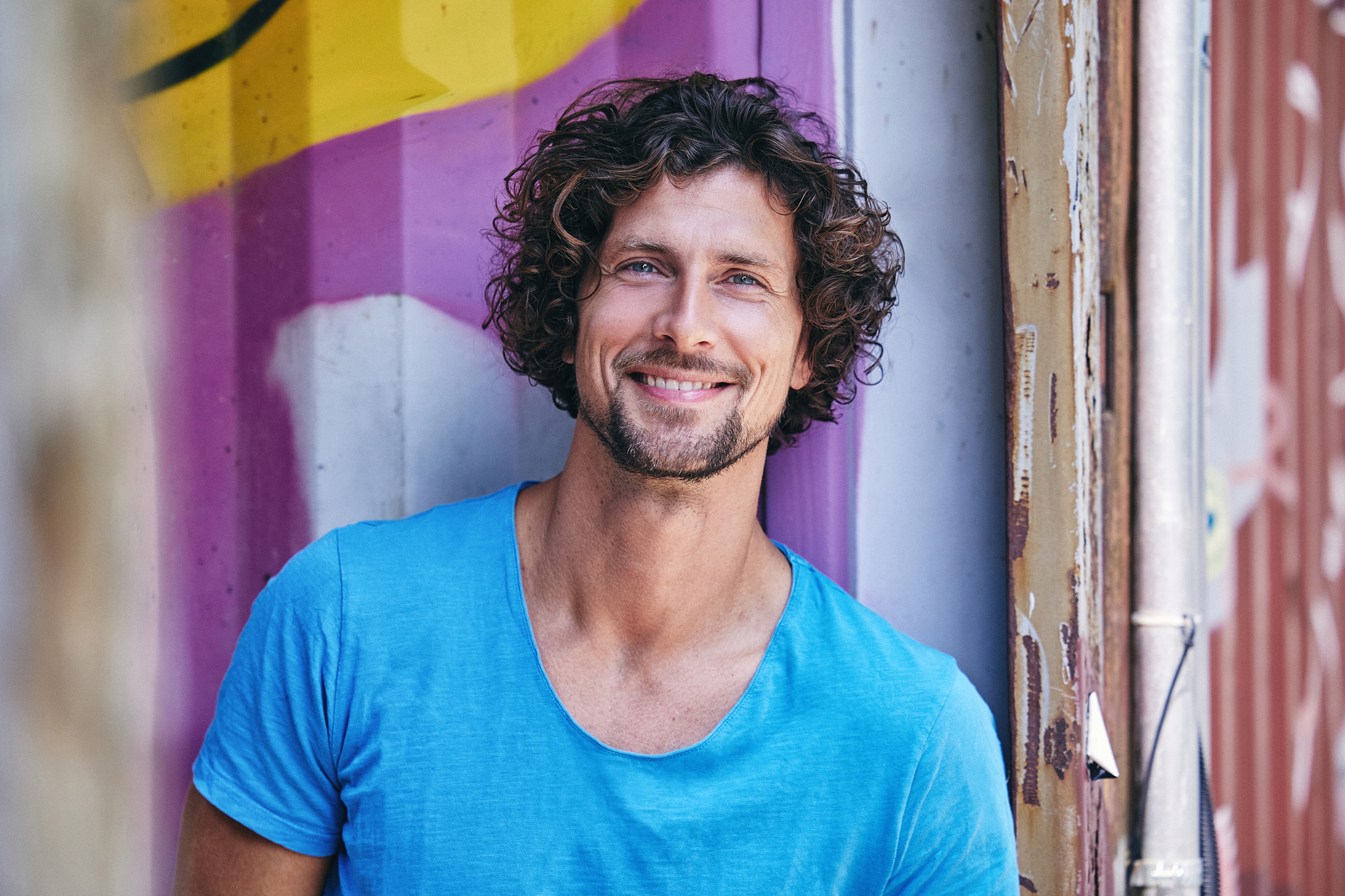
Jakob Graf, 2021

Jakob Philipp Graf (* 29. Januar 1983 in Würzburg) ist ein deutscher Schauspieler.

## Leben
Jakob Graf studierte ab 2005 Kulturanthropologie und Sinologie an der Ludwig-Maximilians-Universität München. 2012/2013 machte er eine Ausbildung an der „München Film Akademie“. Bereits zu dieser Zeit wurde er als Schauspieler in Film und Fernsehen tätig.
Ab 2019 spielte er als „Luke Färber“ in der Serie Unter uns.

## Filmografie (Auswahl)
- 2013: More than friendship
- 2014: Wiener Melange (Kurzfilm)
- 2014: Vaterfreuden
- 2015: Caedes – Die Lichtung des Todes
- 2015: Helden der Hauptstadt (Fernsehserie, 1 Folge)
- 2016: Ebenda (Kurzfilm)
- 2016: Hubert und Staller (Fernsehserie, 1 Folge)
- 2016: Club der roten Bänder (Fernsehserie, 1 Folge)
- 2018: Spiegelbilder (Kurzfilm)
- 2018: Ou Zhou gong lue
- 2018: Lass uns abhauen
- 2019–2021: Unter uns (Fernsehserie, 300 Folgen)
- 2019: Bella Germania (Fernsehserie, 1 Folge)
- 2019: Rosamunde Pilcher: Der magische Bus (Fernsehfilmreihe)
- 2019: Alles was zählt (Fernsehserie, 4 Folgen)
- 2022: Sturm der Liebe (Fernsehserie, 16 Folgen)
- 2023: Watzmann ermittelt (Fernsehserie, 1 Folge)
- seit 2023: Watzmann ermittelt (Fernsehserie)